# Migrations préhistoriques vers les Philippines

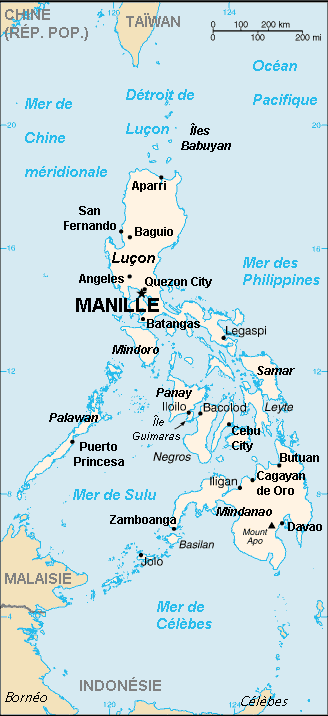
Carte des Philippines

Les migrations préhistoriques vers les Philippines remontent pour Homo sapiens à 50 000 ans avant le présent et demeurent mal connues. Cet article traite des migrations plus récentes des premières communautés austronésiennes qui ont diffusé dans l'archipel la culture néolithique, caractérisée par le développement de l'agriculture, des outils en pierre polie, de la poterie et des langues austronésiennes. Le Néolithique philippin commence vers 6000 -5000 avant J.-C. Les populations arrivées durant cette période, dans un archipel sans connexion avec le continent, maîtrisaient nécessairement la navigation.
Les plus anciennes traces de présence humaine aux Philippines sont datées de 709 000 ans avant le présent et se situent dans l'île de Luçon à Kalinga. Une lacune temporelle considérable sépare les vestiges du site de Kalinga et les premiers fossiles humains de l'archipel, datés de 67 000 ans, attribués à l'espèce Homo luzonensis. Le premier Homo sapiens des Philippines, vieux de 47 000 ans avant le présent, a été découvert à Palawan dans la grotte de Tabon. 
L'époque à laquelle les Négritos ou Agta, groupe ethno-linguistique des Philippines, sont arrivés dans l'archipel est une question débattue qui n'a pas reçu de réponse définitive. Les scientifiques n'excluent pas que les Négritos puissent être les descendants des populations d'Homo sapiens dont des fossiles ont été découverts dans la grotte de Tabon,. 
Les Philippines étant peuplées aujourd'hui de locuteurs austronésiens, de nombreux chercheurs se sont interrogés sur l'origine géographique des premiers locuteurs austronésiens arrivés dans l'archipel. H. Otley Beyer a proposé une théorie dite de la « migration par vagues » vers les Philippines. D'autres spécialistes ont développé une théorie selon laquelle les proto-Austronésiens étaient des peuples autochtones qui avaient connu une longue période de développement interne. Le consensus scientifique actuel favorise l'hypothèse appelée « sortie de Taiwan », corroborée de manière générale par les preuves linguistiques, archéologiques et culturelles ; selon cette hypothèse, les premiers Austronésiens sont arrivés du nord (de Taiwan) et non pas du sud (de la Malaisie, de l'Indonésie et de Brunei) comme le voulait la théorie plus ancienne de Otley Beyer.

## Théories anciennes

### Théorie de la migration par vagues de Beyer
La théorie ancienne la plus connue du peuplement préhistorique des Philippines est celle de H. Otley Beyer, fondateur du Département d'anthropologie de l'Université des Philippines. Beyer a exercé une grande influence sur la première génération d'historiens et d'anthropologues philippins. Selon son hypothèse, les ancêtres des Philippins sont venus par  « vagues de migration » successives de lieux ou patries multiples ;  pour la période de l'Holocène, il y aurait eu quatre vagues dans l'ordre suivant :
1. Le groupe indonésien  «A»  maîtrisant la navigation et la technologie des outils en pierre serait arrivé il y a environ 5 000 à 6 000 ans ; il aurait été le premier groupe d'immigrants à atteindre les Philippines par voie maritime (et non par des ponts terrestres) ;
2. Le groupe indonésien «B», caractérisé par son habileté à fabriquer le tissu d’écorce, serait arrivé dans l'archipel y a environ 2 500 ans ;
3. Les proto-Malais qui maîtrisaient l'art de construire les terrasses et venaient d'Asie centrale seraient arrivés entre 800 et 500 avant J.-C. Les Malais marins et plus "civilisés" auraient apporté la culture de l' âge du fer ; ils auraient été les vrais colonisateurs et le groupe culturel dominant dans les Philippines préhispaniques.
4. Les Deutéro-Malais seraient arrivés vers 300 à 400 ans avant J.-C. de l'Indonésie insulaire.

Selon l'historien des Philippines William Henry Scott (en) « il est probablement prudent de dire qu'aucun anthropologue n'accepte aujourd'hui la théorie de la migration par vagues de Beyer » (en 1994). Les affirmations de Beyer selon lesquelles les Malais étaient les premiers colons des régions de plaine et les acteurs culturels dominants n'ont plus guère de crédit aujourd'hui.

### Théorie du noyau de population homogène

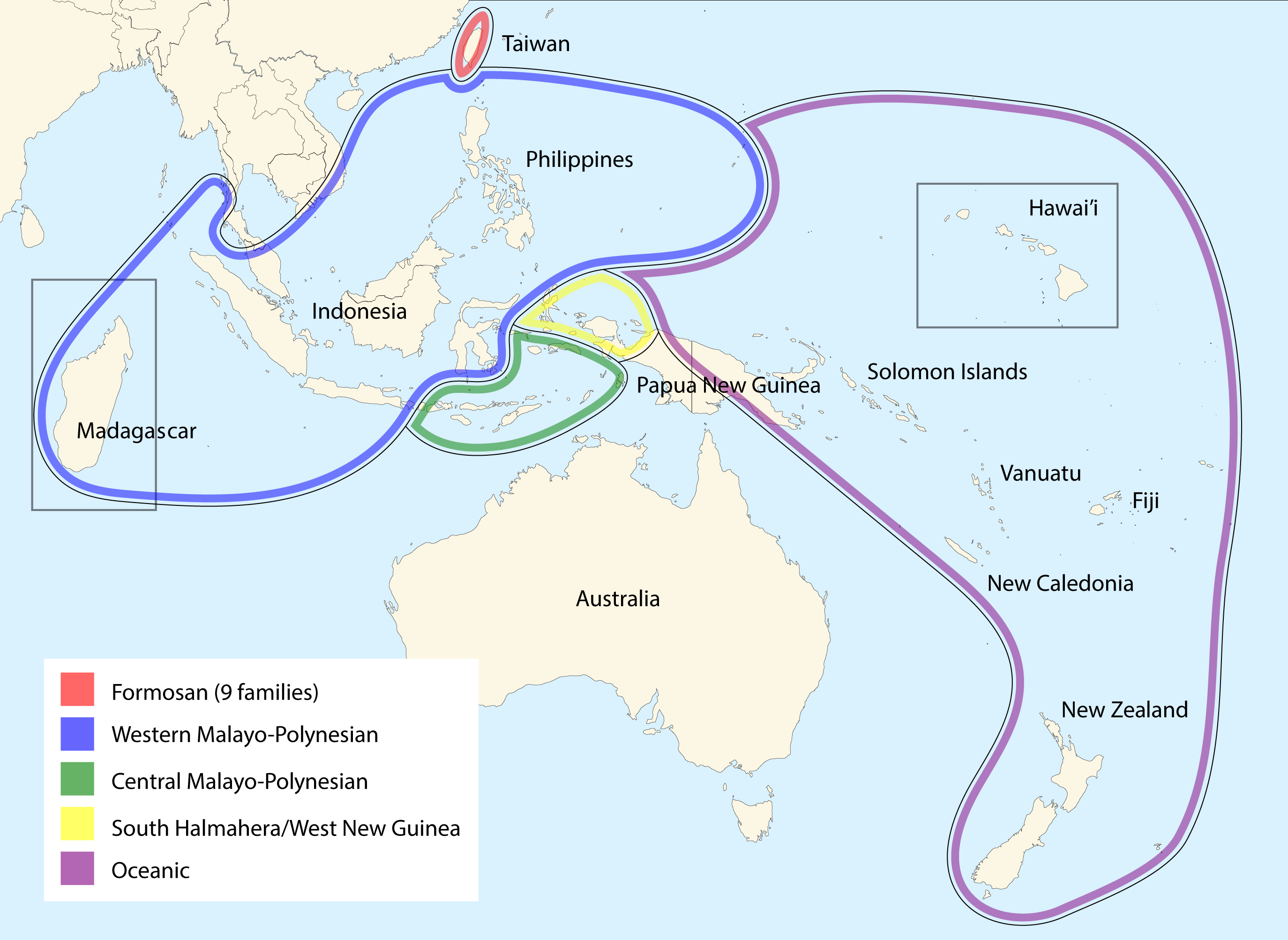
Distribution des langues austronésiennes (Robert Blust, 1999)

Une hypothèse concurrente de la migration par vagues est celle du noyau de population homogène proposée pour la première fois par l'anthropologue F. Landa Jocano de l'Université des Philippines. Cette théorie soutient qu'il n'y a pas eu de vagues de migration ; les premiers habitants de l'Asie du Sud-Est appartenaient au même groupe ethnique, partageaient une même culture, et se sont différenciés ensuite les uns de autres par un processus graduel, attribuable à des facteurs environnementaux,,.
Selon Jocano ce peuple homogène ancien s'est dispersé « à travers les îles Philippines, Bornéo, la Nouvelle-Guinée, Java, la péninsule malaise, jusqu'en Australie, sans que l'on puisse déterminer son centre de départ ». Les découvertes de fossiles d'Homo sapiens prouvent que les Philippines étaient habitées il y a des dizaines de milliers d'années. Une calotte crânienne et une partie de la mâchoire, attribuées à un Homo sapiens, ont été retrouvées dans la grotte de Tabon à Palawan en 1962. Certains ont fait valoir que cela pourrait indiquer un peuplement des Philippines plus précoce que celui de la péninsule malaise,. 
L'idée selon laquelle les Philippins actuels sont les produits d'un long processus interne d'évolution culturelle vaudrait également pour les Indonésiens et les Malais de Malaisie. Aucun de ces groupes n'est culturellement ou génétiquement dominant. Il n'est pas correct, affirme Jocano, d'attribuer à la culture philippine une orientation malaise. Des anthropologues éminents comme Robert B. Fox, Alfredo E. Evangelista (en), Jesus Peralta, Zeus A. Salazar (en) et Ponciano L. Bennagen ont exprimé leur accord avec Jocano. 
L'archéologue William Meacham (en) insiste également sur la période de développement interne qu'ont traversée des peuples situés dans un vaste triangle appelé « Austronesie » —  de Sumatra en Indonésie, sur l'angle sud-ouest, à Taiwan, au nord, et aux petites îles de la Sonde, au sud-est —, les évolutions locales des groupes humains pouvant expliquer les singularités linguistiques observables aujourd'hui en Asie du Sud-Est (1988 et 1995).

## Théories modernes

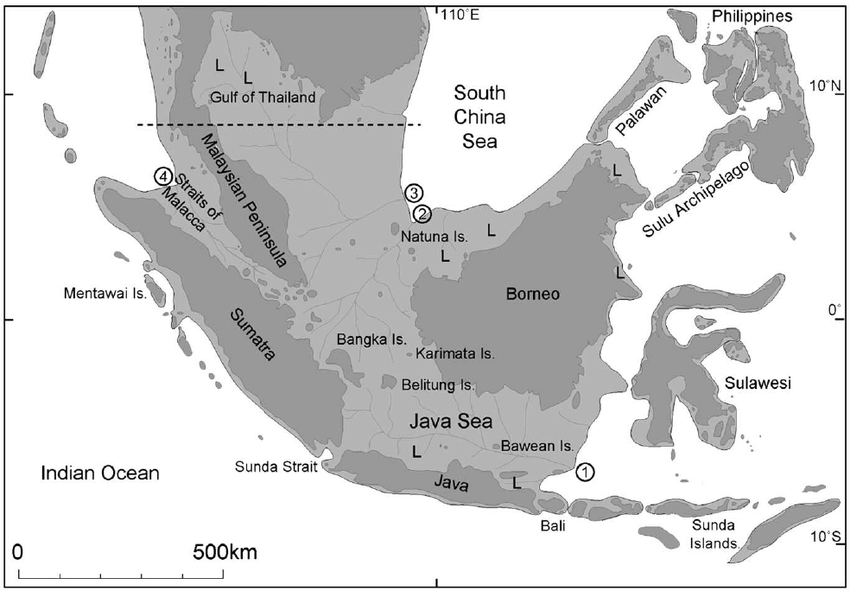
Le Sundaland : Sumatra moderne, Java, Bornéo et la péninsule malaise. Les Philippines sont au nord-est ; l'île de Palawan forme une sorte de pont entre le Sundaland et le reste de l'archipel philippin.

Les théories modernes du peuplement des îles des Philippines l'inscrivent dans le contexte des migrations des peuples austronésiens au sens large. Elles suivent deux orientations principales : l'une est l'hypothèse dite de la «sortie du Sundaland» (« Out of Sundaland »), l'autre, l'hypothèse de la «sortie de Taïwan» (« Out of Taïwan »). Des deux hypothèses, cependant, la plus largement acceptée est le modèle « sortie de Taiwan » : «l'origine taïwanaise de l'expansion des langues austronésiennes et de leurs locuteurs est bien étayée par des preuves linguistiques et archéologiques. Cependant, les preuves génétiques humaines sont plus controversées».

### Sortie du Sundaland

#### Hypothèse générale
Les diverses hypothèses "Out of Sundaland", proposées par une minorité d'auteurs modernes et différant légèrement dans les détails, sont similaires à l'hypothèse du noyau de population homogène de F. Landa Jocano. Cependant, les tenants de cette nouvelle théorie attribuent un centre de départ aux peuples austronésiens qu'ils supposent originaires de la masse terrestre en partie engloutie, à l'époque actuelle, du Sundaland (Sumatra moderne, Java, Bornéo et la péninsule malaise). On a reproché à ce modèle de reposer uniquement sur les données génétiques de l'ADNmt sans tenir compte des événements de mélange ; ses résultats combineraient à tort les populations de Négritos paléolithiques et les nouveaux peuples austronésiens néolithiques bien plus récents,.

#### Réseau de commerce et de communication maritime de Nusantao
Un modèle notable qui s'inscrit dans la configuration théorique de la  « sortie du Sundaland » est le « Nusantao Maritime Trading and Communication Network », le réseau de communication et d'échange de Nusantao  de Wilhelm Solheim II (1988, 2002). Selon cet auteur, durant la période néolithique certains traits culturels sont communs aux peuples de l'Asie-Pacifique ; « si ces éléments culturels avaient été diffusés par les migrations, cette diffusion aurait présenté une direction particulière » ; comme ce n'est pas le cas, l'auteur l'explique par l'existence de réseaux commerciaux. Son modèle alternatif est ainsi fondé sur le mouvement maritime des personnes dans différentes directions et sur des itinéraires multiples.
Solheim se fonde sur des découvertes archéologiques de poterie et d’outils en coquillages pour affirmer que le réseau commercial « Nusantao » serait originaire des régions bordant la mer de Célèbes - le nord-est de Bornéo, le nord des Célèbes et le sud-ouest de Mindanao. Vers 5 000 ans avant J.-C., les premières communautés de Nusantao auraient navigué vers le nord et, en suivant les courants marins dominants, se seraient dirigées vers Taiwan pour y faire du commerce. D'autres navigateurs se seraient simultanément répandus dans le reste de l'Asie du Sud-Est, vers la Wallacée, les îles du Pacifique (dont les Philippines) et l'Indochine. 
À l'appui de cette idée, Solheim note qu'il y a peu ou pas de preuve que le pré- ou proto-malayo-polynésien était présent à Taiwan. "La seule chose dont je suis sûr, affirme Solheim, est que tous les Asiatiques du Sud-Est sont étroitement liés culturellement, génétiquement et dans une moindre mesure linguistiquement." ,,,.
Les théories de Solheim ont obtenu le soutien du généticien Stephen Oppenheimer (en 2001).

### Sortie de Taïwan

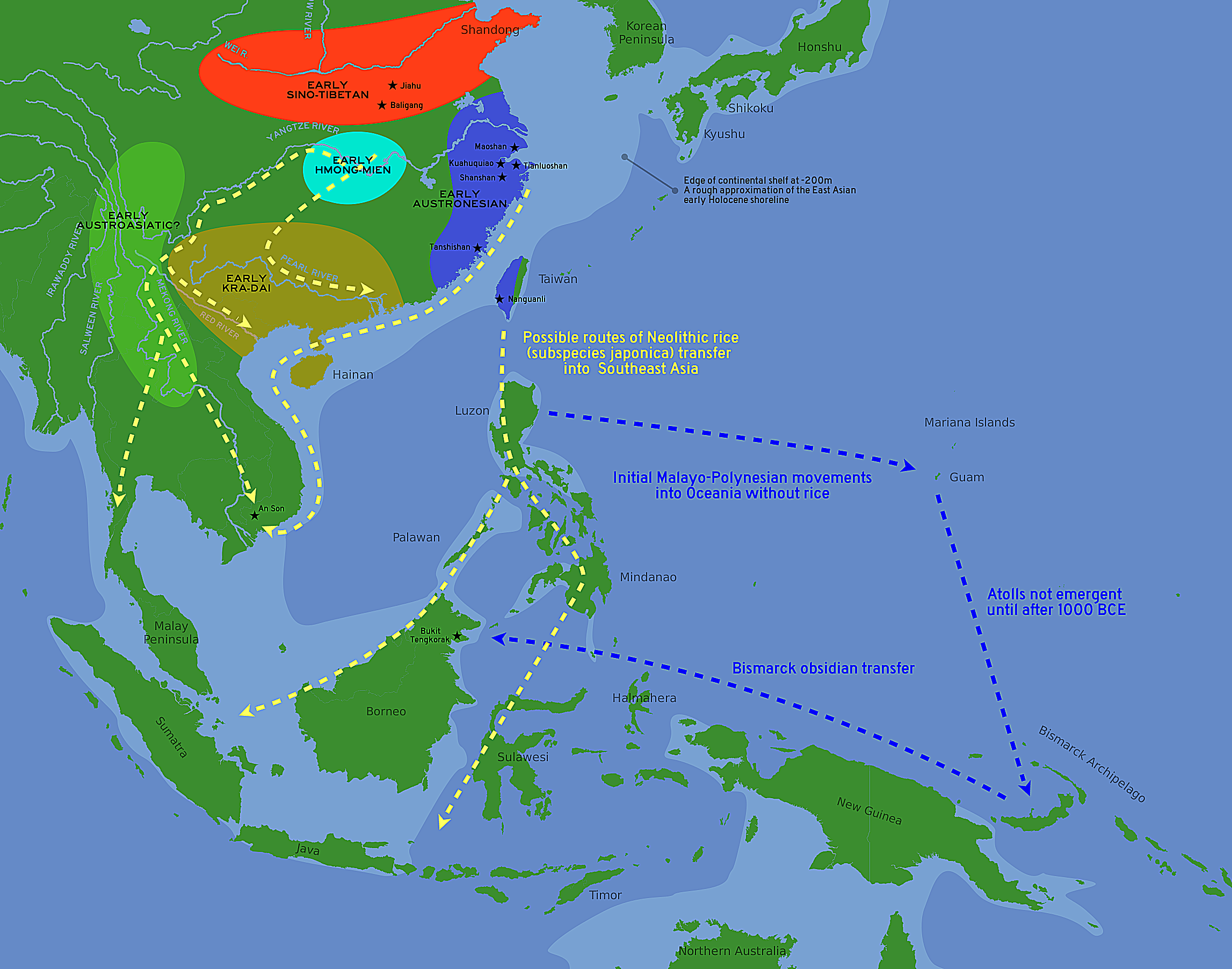
L'île de Taïwan, en bleu, lieu d'origine possible des langues austronésiennes. Les premières routes probables du riz en Asie du Sud-est vers 5 500–2 500 ans avant le présent, sont en jaune. Cliquer pour agrandir

L'hypothèse la plus largement acceptée aujourd'hui, appelée « Out of Taiwan », a été proposée pour la première fois par Peter Bellwood. Elle repose en grande partie sur la linguistique et se rapproche du modèle de Robert Blust de l’histoire de la famille des langues austronésiennes, qu'elle complète. Bien qu'à l'origine largement fondée sur des preuves linguistiques, l'hypothèse «sortie de Taïwan» a été corroborée par des découvertes archéologiques, culturelles et génétiques plus tardives incluant les données de séquençage du génome entier, plutôt que le séquençage de l'ADNmt invoqué par les partisans de "sortie du Sundaland" .
Cette théorie suggère qu'entre 4500 et 4000 avant J.-C., les développements de la technologie agricole, et en particulier de la domestication du riz sur le plateau Yunnan-Guizhou en Chine ont créé des problèmes de surpopulation qui ont poussé certains peuples à traverser le détroit séparant la Chine de Taïwan, à la recherche de terres cultivables. Ces peuples avaient déjà commencé à développer leur propre langue, appelée proto-austronésien ; à Taïwan, ils se sont «individualisés en tant qu'Austronésiens».
Vers 3 000 ans avant J.-C., ces groupes se sont différenciés en trois ou quatre sous-cultures distinctes, et vers 2500-1500 avant J.-C., l'un de ces groupes a émigré vers le sud, vers les Philippines et l'Indonésie, atteignant Bornéo et les Moluques vers 1500 avant J.-C.
Dans cette hypothèse, les premiers Austronésiens partis de Taïwan ont atteint les Philippines vers 2200 avant J.-C., se sont installés dans les îles Batanes et dans le nord de Luçon. De là, ils se sont rapidement répandus vers le reste des îles des Philippines et d'Asie du Sud-Est, et ont voyagé plus à l'est pour atteindre les îles Mariannes du Nord vers 1500 avant J.-C.,,. Ils ont assimilé une partie des premiers groupes Négritos qui étaient arrivés au Paléolithique, ce qui a abouti aux groupes ethniques philippins modernes qui affichent tous divers rapports de mélange génétique entre les groupes austronésiens et négritos.
L'histoire de la diffusion des espèces de riz dans les îles d'Asie du Sud-Est, de la Chine continentale aux Philippines (en particulier celle de l'espèce Oryza indica), corrobore cette théorie « Out of Taïwan » de Peter Bellwood.
Plusieurs spécialistes ont considéré comme la théorie de référence cette hypothèse de Bellwood, qu'il s'agisse de linguistes comme Robert Blust, de généticiens comme Terre Melton ou d'anthropologues comme Philip Houghton.

### Autres

Mélanésie ; les Philippines sont à l'ouest en marron ; cliquer pour agrandir

Le linguiste américain Isidore Dyen (en) observe dans les années 1960 que l'on trouve dans une région de la Mélanésie, entre l'archipel Bismarck et les Nouvelles-Hébrides, une diversité linguistique maximale, et en déduit que les proto-Austronésiens seraient originaires de cette zone située au nord de l'Australie ; ils auraient migré en direction des Philippines et de l'Asie continentale vers 3 500 ans avant J.-C.. Cette théorie de la patrie mélanésienne des premiers Austronésiens demeure cependant marginale.
Dans leur synthèse des théories sur les migrations austronésiennes  vers les Philippines publiée en 2015, Jean-Christophe Gaillard et Joel Mallari proposent de les classer non pas selon la zone géographique d'origine des Austronésiens (Indonésie, Malaisie, le Sundaland, Taïwan, la Mélanésie), mais en fonction de la distinction entre « patries multiples » et « patrie unique » des premiers Austronésiens. La théorie de H. Otley Beyer offre la meilleure illustration de l'hypothèse des « patries multiples », tandis que les sorties du Sundaland, de Taïwan et de la Mélanésie constituent des déclinaisons différentes de l'hypothèse d'une « patrie unique »
des proto-Austronésiens.

## Relations entre les Négritos et les premiers Austronésiens
Les Négritos sont des chasseurs-cueilleurs dont les migrations vers les Philippines au Pléistocène sont mal documentées. Concernant leurs interactions avec les nouveaux arrivants austronésiens, deux hypothèses ont été proposées, celle de l'interdépendance, et celle de la «posture d'isolement». Selon la théorie du modèle d'évolution interdépendante, des relations commerciales se sont établies entre les Négritos et les Austronésiens pendant 3000 ans, ou au minimum pendant les 1000 dernières années. Les partisans de cette théorie, dont Peter Bellwood, suggèrent que Négritos ont échangé des produits de la forêt contre les outils et les féculents proposés par les Austronésiens. Les tenants de l'idée de la «posture d'isolement» considérant que les groupes négritos sont demeurés principalement des chasseurs-cueilleurs jusqu'à une époque récente, supposent au contraire que les Négritos des Philippines sont restés séparés des populations agricoles des plaines.

## Annexes

Répartition actuelle des langues austronésiennes. Les Philippines sont entourées en bleu (Luzon, Palawan, Mindanao ; cliquer pour agrandir)

### Sources
- (en) Jean-Christophe Gaillard et Joel P. Mallari, « The peopling of the Philippines: A cartographic synthesis », Hukay: Journal of the University of the Philippines Archaeological Studies Program, vol. 6,‎ 2004 (lire en ligne, consulté le 17 octobre 2020)
- William Henry Scott (1984), Prehispanic Source Materials for the Study of Philippine History, New Day Publishers,  (ISBN 978-971-10-0226-8), récupéré le 2008-08-05.
- Sonia M. Zaide (1999), The Philippines: A Unique Nation (Second ed.), All-Nations Publishing,  (ISBN 978-971-642-071-5).